# Ghiacciaio Apollo
Il ghiacciaio Apollo (in inglese Apollo Glacier) è un ghiacciaio lungo circa 15,5 km situato sulla costa di Bowman, nella parte sud-orientale della Terra di Graham, in Antartide. Il ghiacciaio, il cui punto più alto si trova a circa 1055 m s.l.m., fluisce verso nord-est ed il suo flusso si unisce a quello del ghiacciaio Afrodite a circa 2 km dalla costa.

## Storia
Le pendici del ghiacciaio Apollo furono mappate per la prima volta da W.L.G. Joerg basandosi su fotografie aeree scattate da Sir Hubert Wilkins nel dicembre del 1928 e da Lincoln Ellsworth nel novembre del 1935. Il ghiacciaio fu poi nuovamente fotografato nel 1947 durante una ricognizione aerea effettuata nel corso della spedizione antartica condotta nel 1947-48 al comando di Finn Rønne, e infine nel novembre 1960 una spedizione del British Antarctic Survey, che all'epoca si chiamava ancora Falkland Islands and Dependencies Survey (FIDS), lo esplorò via terra e lo mappò interamente. Il ghiacciaio fu poi battezzato dal Comitato britannico per i toponimi antartici in onore di Apollo, il dio della scienza, delle arti e di molto altro ancora nella mitologia greca.